# Crkva sv. Barbare u Bedekovčini
Crkva sv. Barbare  je rimokatolička crkva u općini Bedekovčina.

## Opis
Župna crkva sv. Barbare (1776. – 1778.) smještena na platou brijega izvan naselja Bedekovčina, jednobrodna je građevina pravokutne lađe na koju se sa sjeverne strane nadovezuje uže i niže kvadratno svetište sa stiješnjenom apsidom. Posebnost crkvi, u kontekstu sakralnih građevina Hrvatskog zagorja, daje kupola nad svetištem. Istočno uz svetište je smještena sakristija. Glavno je pročelje naglašenim razdjelnim vijencem jednostavne profilacije horizontalno podijeljeno u dva dijela. Središnju os zabatnog dijela čine dekorativne vodoravne trake i okulus, a na njih se nadovezuje zvonik tipa krovnog jahača koji presijeca trokutni završetak pročelja. Crkva je stradala u potresu 1775. nakon čega je temeljito obnovljena te opremljena glavnim oltarom i propovjedaonicom mariborskog kipara Josipa Holzingera, koje su crkvi donirali vlasnici dvorca Gornja Bedekovčina, Nikola Bedeković i njegova supruga Franciska.

## Zaštita
Pod oznakom Z-2094 zavedena je kao nepokretno kulturno dobro - pojedinačno, pravnog statusa zaštićena kulturnog dobra, klasificirano kao "sakralna graditeljska baština".